# Karjalohja
Karjalohja (Karislojo en suédois) est une ancienne municipalité du sud de la Finlande, dans la région d'Uusimaa. Karjalohja a été fusionnée avec la ville de Lohja au 1er janvier 2013.

## Géographie
Bien que rattachée à la région la plus dense et la plus peuplée du pays, à 70 km de la capitale Helsinki, c'est une petite commune rurale plutôt isolée. 25 % de sa superficie est couverte par les lacs, un taux très élevé pour le sud. Ceci est dû au fait qu'une bonne partie du grand lac Lohjanjärvi s'étend sur le territoire de la municipalité. Le paysage est accidenté, strié par les eskers et moraines appartenant au système du Salpausselkä.
La densité de maisons de vacances est très élevée, la petite commune en comptant pas loin de 1 700, proximité des grandes villes oblige.
Outre son paysage préservé, la commune ne présente pas de curiosité touristique majeure.
Son église de pierre, incendiée dans les années 1970, a été entièrement restaurée et se dresse face à la nouvelle église en verre.